# Kościół św. Barbary w Grębocinie
Kościół świętej Barbary w Grębocinie – dawna świątynia protestancka znajdująca się we wsi Grębocin, w powiecie toruńskim, w województwie kujawsko-pomorskim. Obecnie w świątyni znajduje się Muzeum Piśmiennictwa i Drukarstwa. Jest najstarszą budowlą we wsi.
Jest to budowla w stylu gotyckim, wybudowana około 1300 roku w obrębie wsi Stary Grębocin. Świątynia jest salowa z kwadratową wieżą od strony zachodniej oraz kaplicą od strony południowej, w latach 1565-1918 kościół należał do protestantów. Budowla została odrestaurowana około 1686 roku po zniszczeniach z okresu wojen szwedzkich.